# Carlo Fumagalli (Komponist)
Carlo Fumagalli (* 10. November 1822 in Mailand; † 1. Oktober 1907 ebenda) war ein italienischer Komponist, Musikbearbeiter und Musikpädagoge des 19. Jahrhunderts.

## Leben und Wirken
Carlo Fumagalli war der älteste Bruder von Adolfo, Disma, Luca und Polibio Fumagalli. Er lebte und wirkte überwiegend in Mailand als Musikpädagoge. Ab 14. Januar 1905 lebte er in der Casa di Riposo per Musicisti, einem Haus für Musik-Ruheständler, das von dem Komponisten Giuseppe Verdi gegründet worden war.

## Bedeutung
Carlo Fumagalli machte sich einen Namen durch seine Bearbeitungen von Stücken aus Opern von Giuseppe Verdi für die Orgel, die er zu Messen zusammenstellte. Diese sind noch in unserer Zeit gelegentlich in Orgelkonzerten zu hören. Er schrieb zahlreiche Klavierwerke, darunter auch Metodo teorico-pratico (op. 125); von seinen kirchenmusikalischen Werken sind auch die Cadenza e Pastorali per organo od armonio zu erwähnen.

## Werke (Auswahl)
- Messa solennelle tratta da opere del celebre Giuseppe Verdi, e addatata all’ organo da C. Fumagalli. A cura di Maurizio Marchella (= Serie L’Organo Italiano nell’ Ottocento. Band 118). Amelin Musica, Padova (Italia).
- Sanctus per Mezzo-Soprano Tenore e Coro[2]
- Metodo teorico-pratico (op. 125) per pianoforte
- Cadenza e Pastorali per organo od armonio